# 400 meter för damer i friidrott vid olympiska sommarspelen 1996
400 meter för damer vid olympiska sommarspelen 1996 i Atlanta avgjordes den 26-29 juli. 

## Medaljörer
| Gren      | Guld                         | Guld       | Silver                     | Silver | Brons                      | Brons |
| 400 meter | Marie-José Pérec · Frankrike | 48,25 (OR) | Cathy Freeman · Australien | 48,63  | Falilat Ogunkoya · Nigeria | 49,10 |

## Resultat
- Q innebär avancemang utifrån placering i heatet.
- q innebär avancemang utifrån total placering.
- DNS innebär att personen inte startade.
- DNF innebär att personen inte fullföljde.
- DQ innebär diskvalificering.
- NR innebär nationellt rekord.
- OR innebär olympiskt rekord.
- WR innebär världsrekord.
- WJR innebär världsrekord för juniorer
- AR innebär världsdelsrekord (area record)
- PB innebär personligt rekord.
- SB innebär säsongsbästa.

### Final
| Placering | Löpare                 | Final | Bana | Semi  | Kvart | Försök |
| --------- | ---------------------- | ----- | ---- | ----- | ----- | ------ |
|           | Marie-José Pérec (FRA) | 48,25 | 3    | 49,19 | 51,00 | 51,82  |
|           | Cathy Freeman (AUS)    | 48,63 | 4    | 50,32 | 50,43 | 51,99  |
|           | Falilat Ogunkoya (NGR) | 49,10 | 5    | 49,57 | 50,65 | 52,65  |
| 4.        | Pauline Davis (BAH)    | 49,28 | 2    | 49,85 | 51,08 | 51,00  |
| 5.        | Jearl Miles (USA)      | 49,55 | 8    | 50,21 | 50.84 | 51,96  |
| 6.        | Fatima Yusuf (NGR)     | 49,77 | 6    | 50,36 | 51,27 | 52,25  |
| 7.        | Sandie Richards (JAM)  | 50,45 | 7    | 50,74 | 51,22 | 51,79  |
| 8.        | Grit Breuer (GER)      | 50,71 | 1    | 50,75 | 50,57 | 52,20  |

### Icke-kvalificerade

#### Utslagna i semifinalerna
| Placering | Namn Idrottare             | Tid   |
| --------- | -------------------------- | ----- |
| —         | Svetlana Gontjarenko (RUS) | 50,84 |
| —         | Kim Graham (USA)           | 51.13 |
| —         | Maicel Malone (USA)        | 51.16 |
| —         | Merlene Frazer (JAM)       | 51.18 |
| —         | Bisi Afolabi (NGR)         | 51.40 |
| —         | Sandra Myers (ESP)         | 51.42 |
| —         | Renee Poetschka (AUS)      | 51.49 |
| —         | Juliet Campbell (JAM)      | 51.65 |

#### Utslagna i kvartsfinalerna
| Placering | Namn Idrottare                  | Tid   |
| --------- | ------------------------------- | ----- |
| —         | Hana Benesová (CZE)             | 51,30 |
| —         | Olga Kotljarova (RUS)           | 51.36 |
| —         | Donna Fraser (GBR)              | 51.58 |
| —         | Helena Fuchsová (CZE)           | 51.70 |
| —         | Virna de Angeli (ITA)           | 51.77 |
| —         | Maria Magnolia Figueiredo (BRA) | 51.98 |
| —         | Ladonna Antoine (CAN)           | 52.03 |
| —         | Anna Kozak (BLR)                | 52.14 |
| —         | Phylis Smith (GBR)              | 52.16 |
| —         | Diane Francis (SKN)             | 52.24 |
| —         | Dora Kyriakou (CYP)             | 52.26 |
| —         | Grace-Ann Dinkins (LBR)         | 52.53 |
| —         | Patrizia Spuri (ITA)            | 52.78 |
| —         | Jana Manujlova (UKR)            | 52.82 |
| —         | Nadezda Kostovalová (CZE)       | 53.21 |
| —         | Lee Naylor (AUS)                | 53.75 |

#### Utslagna i försöken
| Placering | Namn Idrottare             | Tid     |
| --------- | -------------------------- | ------- |
| —         | Zoila Stewart (CRC)        | 52,66   |
| —         | Olena Rurak (UKR)          | 52.92   |
| —         | Melissa Straker (BAR)      | 52.92   |
| —         | Marina Zivkovic (YUG)      | 53.10   |
| —         | Svetlana Bodritskaja (KAZ) | 53.24   |
| —         | Ameerah Bello (ISV)        | 53.40   |
| —         | Corinne Simasotchi (SUI)   | 53.69   |
| —         | Du Xiujie (CHN)            | 53.95   |
| —         | Ngozi Mwanamwambwa (ZAM)   | 54.12   |
| —         | Melrose Mansaray (SLE)     | 54.37   |
| —         | Mercy Addy (GHA)           | 54.92   |
| —         | Guilhermina Cruz (ANG)     | 55.42   |
| —         | Denise Ouabangui (CAF)     | 55.74   |
| —         | Arely Franco (ESA)         | 1.01,38 |
| —         | Ahamada Haoulata (COM)     | 1.03,44 |
| —         | Ximena Restrepo (COL)      | DNF     |